# SNCASE SE.161 Languedoc
Pour les articles homonymes, voir Languedoc (homonymie).
Pour les articles ayant des titres homophones, voir Langue d'oc.
Dimensions
Le SE.161 Languedoc est un avion de transport quadrimoteur français développé durant l'entre-deux-guerres par la Société des avions Marcel Bloch, mais qui entra en service après la Seconde Guerre mondiale. Il a donc porté successivement les désignations Bloch MB.161 (prototype), SNCASO SO-161 (prototype et version de série devant être produite par la Société nationale des constructions aéronautiques du sud-ouest) et finalement SE.161 Languedoc.

## Le Bloch MB.160 pour répondre aux besoins de la Régie Air Afrique
Ce quadrimoteur de transport dessiné par Henri Deplante pour les besoins de la Régie Air Afrique effectua son premier vol à Villacoublay le 18 juin 1937 aux mains d’André Curvale, chef pilote de la Société des avions Marcel Bloch. Il s’agissait d’un monoplan à aile basse cantilever de construction entièrement métallique et train classique escamotable. L’empennage était classique et la cabine prévue pour recevoir 20 passagers assis ou huit couchettes.
Équipé de moteurs en ligne Hispano-Suiza 12X (en) de 720 ch, il fut rapidement présenté au Chef d'état-major des armées afin de pouvoir participer à la course aérienne Istres-Damas-Paris, dont le départ fut donné le 20 août 1937, alors que l’avion ne comptait que 25 heures de vol. Piloté par le colonel François et portant le numéro de course F3, le MB.160-01 termina septième des neuf concurrents terminant l’épreuve, à la moyenne de 257 km/h. La course fut remportée par l’Italie, trois Savoia-Marchetti SM.79 se plaçant aux trois premières places avec des moyennes situées entre 341 et 351 km/h. Les moteurs n'étaient pas assez puissants pour la masse de l’appareil avec des surchauffes régulières de surcroît.
Un second exemplaire prit l’air le 23 juin 1939. Réquisitionnés par l’Armée de l’Air en septembre 1939, les trois appareils furent peu utilisés : le 01 et le 2 (F-AREP) se réfugièrent en Algérie francaise, le numéro 1(F-AREO) resta à Toulouse jusqu'à son transfert en Allemagne en juin 1943.

## Le Bloch MB.161 proposé à Air France
Rapidement Air France s’intéressa au MB.160, mais souhaitait un appareil plus ambitieux, capable de transporter 33 passagers et 1 000 kg de fret sur 1 000 km ou 12 passagers et 1 000 kg de fret sur 2 500 km. Le MB.161-01 était un nouvel avion, conçu par Jean Béziaud, complètement différent du MB.160 dont il ne reprenait aucun élément. Sa cellule et ses ailes étaient différents, adoptant un empennage bidérive avec un stabilisateur affectant un fort dièdre et des moteurs en étoile Gnome & Rhône 14N-54/55 de 1 150 ch à la place des moteurs en ligne Hispano-Suiza. Il effectua son premier vol le 15 décembre 1939 à Villacoublay, piloté par René Le Bail. Transféré à Bordeaux en juin 1940, il resta dans le hangar de la SNCASO jusqu’en janvier 1942.

## Redésigné SO.161
Air France, l’Armée de l’Air et Lufthansa ayant passé commande de 65 quadrimoteurs, dont la construction fut lancée dans les ateliers de la SNCASE à Toulouse, les autorités allemandes autorisèrent la reprise des essais. Le MB.161 ressortit de son hangar pour gagner en vol Marignane le 31 janvier 1942. Il fut ensuite transféré le 4 avril 1942 à Cannes, où s’était replié le bureau d’études de la SNCASO. Entre-temps, il avait été rebaptisé SO.161. Rappelons d’une part que Marcel Bloch, juif, avait créé Bordeaux-Aéronautique, avant d'être interné en 1940, et qu’il fut déporté à Buchenwald en août 1944, d’autre part que la Société des avions Marcel Bloch avait été nationalisée au sein de la SNCASO. Piloté par Edouard Bret et Daniel Rastel, cet appareil vola assez peu. Apprenant le débarquement Allié en Afrique du Nord, Henri Déplante et l’ingénieur Girard prirent la décision de rejoindre la France libre avec le quadrimoteur, qui se trouvait alors à Marignane. Mais durant un point fixe un mécanicien actionna par inadvertance la commande du train depuis le poste de pilotage, entrainant l’affaissement de l’avion.
Il fut testé en France sous contrôle de la Lufthansa, puis saisi fin 1943. Il fut finalement détruit à l'atterrissage le 10 mai 1944 à Oranienburg, alors qu’il portait les couleurs de la Luftwaffe.

## Le SE.161 Languedoc pour relancer l'aéronautique française
Après occupation de la Zone Sud l’Allemagne porta sa commande à 200 appareils, dont 10 pour la Lufthansa. Les premiers exemplaires étaient sur le point de sortir de chaine à la libération de Toulouse, mais les sabotages et un bombardement allié en mai 1944 avaient fait des dégâts. Cet appareil était déjà dépassé, mais pour entretenir la capacité de production de l’industrie aéronautique française, le ministre de l’air décida de relancer la chaine de montage avec une commande de 40 exemplaires pour Air France. Devenu SE.161 Languedoc, la tête de série effectua son premier vol à Toulouse le 25 août 1945 piloté par Pierre Nadot.

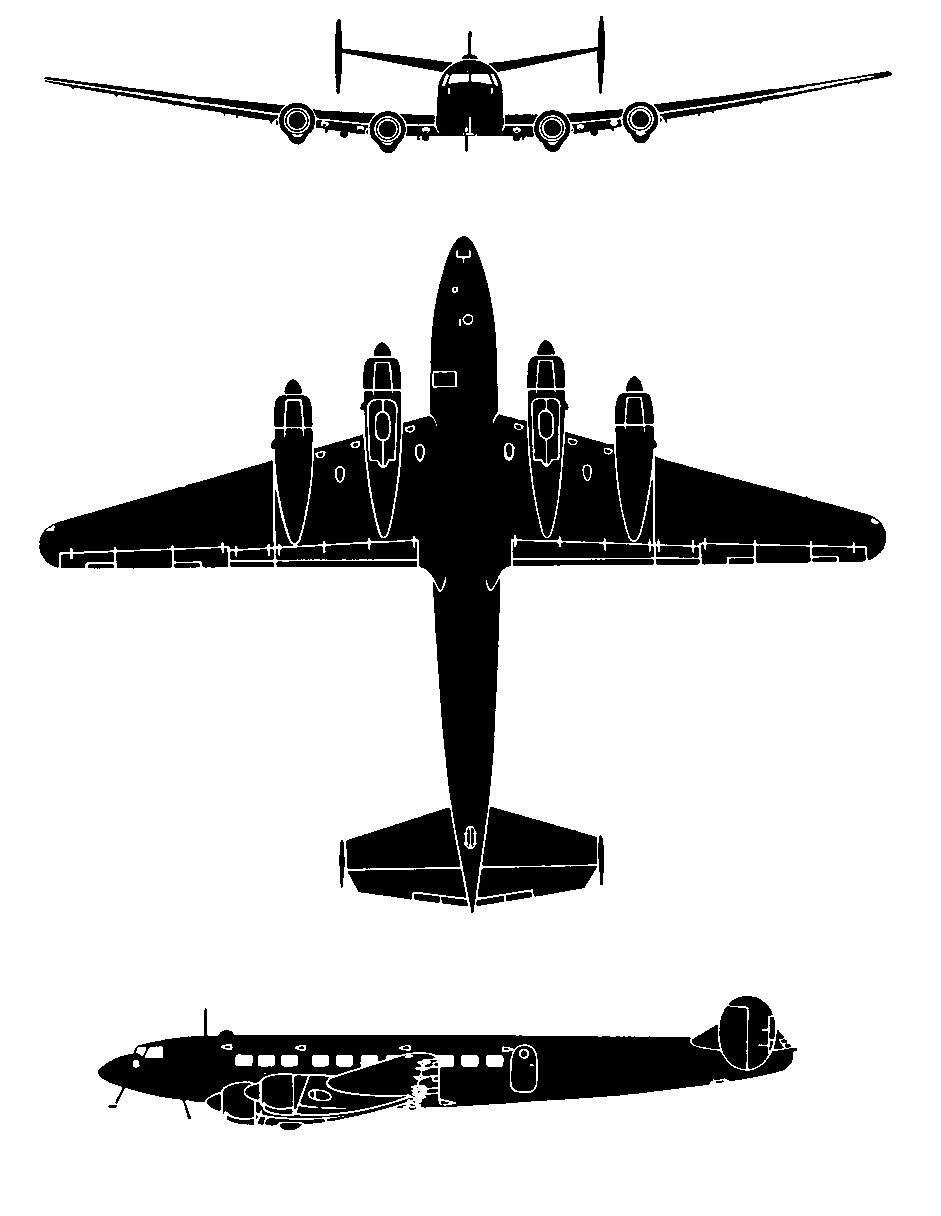

Des commandes militaires puis quelques commandes à l’exportation s’ajoutant à la série initiale, ce sont finalement 100 Languedoc qui sortirent de l’usine de Saint-Martin du Touch.

## En service
Conçu avant-guerre, mis au point dans le contexte particulier de l’Occupation et finalement produit dans les conditions difficiles de l’immédiat après-guerre, le Languedoc souffrait de nombreux maux et son exploitation fut difficile. En particulier le train d’atterrissage se révéla fragile. Ces appareils restèrent donc relativement peu de temps en service et ne trouvèrent pas tous acheteurs. C’est une des raisons qui devait conduire l’État français à ramener de 125 à 100 le nombre d’appareils à produire, puis à mettre un certain nombre de ces quadrimoteurs à la disposition de l’industrie aéronautique française ou du centre d’essais en vol pour des essais divers. René Leduc, la SNECMA, la SNCASO, la SNCAC et l’Arsenal de l'aéronautique bénéficièrent de ces prêts. La plus connue et la plus spectaculaire de ces utilisations fut la transformation du Languedoc no 6 (F-BATF) en avion porteur du Leduc 010. Le premier largage du prototype à statoréacteur fut réalisé à Toulouse le 21 octobre 1947.

## Utilisateurs civils
- Air Atlas : Exploite deux Languedoc loués à Air France en 1952.
- Air France : La compagnie nationale prit livraison de 40 Languedoc (F-BATB à F-BATE, F-BATG à F-BATZ, F-BCUA à F-BCUC et F-BCUE à F-BCUS). La plupart de ces appareils furent rapidement remotorisés avec des Pratt & Whitney R-1830 de 1 200 ch, devenant SE.161/P7. Les lignes Paris-Alger ainsi que Paris-Casablanca furent desservies régulièrement à partir du 28 mai 1946 en remplacement des Junkers Ju 52 cédés à l’armée de l’air. Le 7 octobre 1947 un quadrimoteur est détruit à Bône (Algérie), mais en 1948 la compagnie enregistrait six accidents. Le plus grave eut lieu le 3 mars 1952 : victime d’un blocage d’aileron au décollage de Nice, le F-BCUM percutait, faisant 38 morts, dont les actrices Lise Topart et Michèle Verly.

Le 1er février 1947, Air France mit en service le Lockheed Constellation sur l’océan Atlantique Nord. Les DC-4, devenus disponibles, remplacèrent progressivement à partir de 1948 les Languedoc sur le réseau moyen courrier et un certain nombre d’appareils furent loués à des compagnies privées françaises, tels Air Atlas ou la Compagnie Air Transport, puis définitivement retirés au milieu des années 1950. Dix furent cédés à l’Armée de l’Air entre juin 1954 et juillet 1955, neuf vendus à Aviaco, cinq à Misrair et trois à Air Liban.
- Air Liban : Cette compagnie, qui entretenait des liens particuliers avec Air France, acheta trois Languedoc : OD-ABJ, OD-ABU et OD-ABY. Le second fut détruit sur accident à Beyrouth le 6 janvier 1954, sans faire de victimes.

- Aviaco : neuf appareils des surplus d’Air France furent achetés à partir de 1952. La compagnie aérienne espagnole, qui fut la dernière à utiliser commercialement le Languedoc, enregistra deux accidents, dont un mortel : le 4 décembre 1958 le EC-ANR percutait une montagne, faisant 21 victimes.

- Compagnie Air Transport : a loué des SE.161 à Air France.

- Misrair : 5 Languedoc furent acquis auprès d’Air France par la compagnie égyptienne. Le 22 décembre 1951 le SU-AHH s’écrasait à 10 km de Téhéran en tentant de se poser malgré une tempête de neige (22 tués). Le 30 juillet 1952 le SU-AHX se posait sur le ventre à la suite d'un feu moteur. Le 24 avril 1954 le SU-AHZ était accidenté à l’atterrissage à Damas. Les deux derniers accidents ne firent aucune victime, mais le Languedoc fut retiré d’exploitation.

- LOT : La compagnie polonaise a acheté 5 appareils (SP-LDA à LDE) en juillet 1947 pour son réseau européen. Deux appareils furent livrés dès septembre 1947, puis deux début 1948, avec des moteurs 14N54/55, le dernier (SP-LDE) recevant des 14N68/69[4]. Mis en service dès 1948 sur les lignes desservant Paris, Belgrade, Budapest et Bucarest, deux de ces appareils (SP-LDC et LDD), effectuant les liaisons Varsovie-Paris et Varsovie-Belgrade, firent des atterrissages sur le ventre au cours de l'été 1948. Dans la plus pure tradition stalinienne, la direction de LOT fut arrêtée et jugée. Deux peines de mort furent prononcées et les autres appareils, interdits de vol en décembre 1948, mis au rebut en 1950 sous le contrôle des autorités soviétiques[5].

- Tunis Air : A exploité des Languedoc loués à Air France.

## Utilisateurs militaires
- Aéronautique Navale : Un certain nombre de Languedoc portèrent les couleurs de la Marine française. Ils furent affectés aux escadrilles 31S et 56S, mais la 10S en reçut également quelques-uns. Un exemplaire fut administrativement rattaché quelques mois a 54S. Ils furent réformés dès 1955.

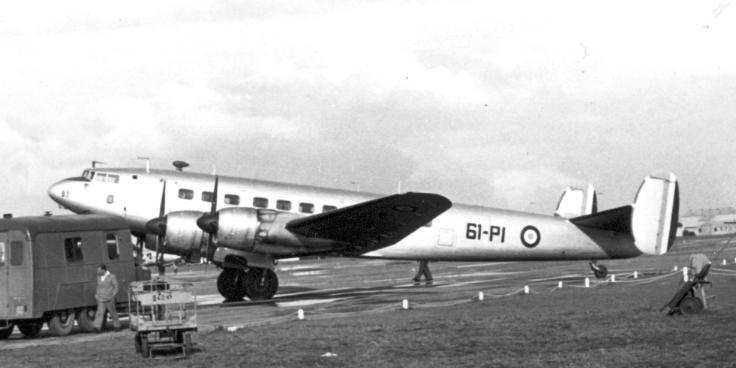
SE.161 Languedoc no 92 de l'Armée de l'Air.

- Armée de l’Air : SE.161 Languedoc no 92 de l'Armée de l'Air. Après avoir reçu pour évaluation un appareil (no 67) le 12 décembre 1949, l’Armée de l’Air prit en compte 16 autres Languedoc entre septembre 1950 et septembre 1953. Ces appareils reçurent des Gnome & Rhône 14R 208-210 de 1 200 ch dont la mise au point avait été réalisée avec le Languedoc no 30 (ex F-BCUD). Ils furent versés au Groupe de Transport I/61 Maine (immatriculations F-RAPA/F-RAPQ) de la 61e escadre de transport, qui les conserva jusqu’en 1955, aménagés pour le transport de 40 parachutistes équipés, de 18 blessés sur civière ou jusqu’à 4 485 kg de fret. Ils furent tous réformés entre décembre 1955 et début 1957.

Pourtant entre juin 1954 et juillet 1955, l’Armée de l’Air utilisa 10 Languedoc provenant d’Air France, reversés au SGACC. Ces appareils furent adaptés aux missions de recherche et sauvetage et utilisés par la SASM 99, devenue ensuite EARS 99, jusqu’en 1960. Le dernier fut réformé le 2 janvier 1961.

### Sources
- Ph. Ricco, « Le Bloch MB-161 "Bordeaux" ou… l'enfance cachée d'un avion célèbre », Le Fana de l'aviation, no 352,‎ mars 1999 (ISSN 0757-4169)
- Ph. Ricco, « Bloch 160, un quadrimoteur colonial », Aviation Française Magazine, no 7,‎ décembre 2005/janvier 2006 (ISSN 0757-4169)
- Philippe Ricco, SE.161 Languedoc : balbutiements de l'aviation de transport moderne en France, Outreau (29 rue Paul-Bert, 62230), Éd. Lela presse, coll. « Profils avions » (no 22), 2013, 335 p. (ISBN 978-2-914017-71-8, OCLC 893822055)